# رنهی

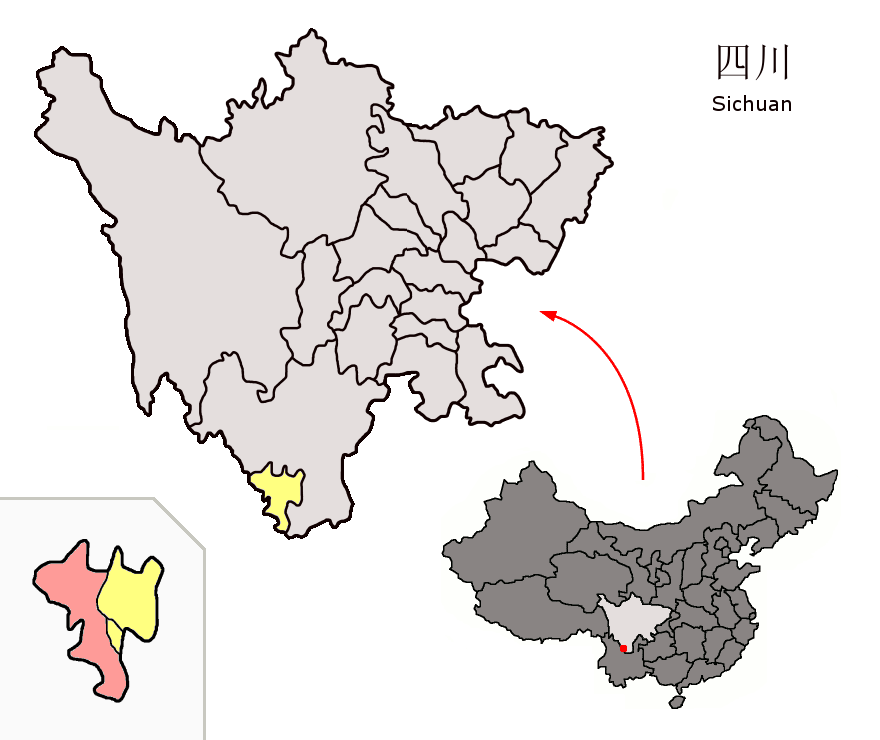
نقشه رنهی

رنهی (به لاتین: Renhe District) یک سکونتگاه مسکونی در جمهوری خلق چین است که در پنژیهوا واقع شده‌است.